# Tasciovà
Tasciovà (en llatí, Tasciovanus) fou un rei britó del segle i aC que va governar sobre els catuvel·launs i els trinovants al sud-est d'Anglaterra. Va governar vora quinze anys. Es coneix per algunes monedes datades entre el 25 i el 10 aC. Va succeir Dubnovel·laune (Dubnovellaunus vers 30 a 25 aC). Governava al modern Hertfordshire i hauria traslladat la seva capital a Verulàmium (actual Saint Alban). S'han trobat algunes monedes encunyades a Camulodúnum (Colchester) entre 15 i 10 aC el que sembla indicar una conquesta d'aquest territori on governava Adedomar, cabdill dels trinovants.
Va morir vers el 9 aC i el va succeir el seu fill Cunobelí que va regnar a Camulodúnum. Un altre fill, Epatic, va regnar sobre una facció dissident dels atrèbats. A la "Historia regum Britanniae" (de vers 1135) escrita per Jofre de Monmouth, on es relaten les vides mítiques d'antics sobirans, apareix amb el nom de Tenuanci (Tenuantius).